# Argentayes slott
Argentaye slott är beläget i kommunen Saint-Lormel, i departementet Côtes-d'Armor i Bretagne i Frankrike. Slottet byggdes på 1800-talet av Frédéric Rioust de L'Argentaye i nyklassicism. Öster om slottet finns även ett kapell som byggdes i samma epok.